# Leptothorax longipilosus
Leptothorax longipilosus är en myrart som beskrevs av Santschi 1912. Leptothorax longipilosus ingår i släktet smalmyror, och familjen myror. Inga underarter finns listade i Catalogue of Life.